# 棕毛山柳菊
棕毛山柳菊（学名：Hieracium procerum）为菊科山柳菊属下的一个种。

## 扩展阅读
- 維基物種上的相關：棕毛山柳菊